# Gottlieb von Jagow
Gottlieb von Jagow, född 22 juni 1863 i Berlin, död 11 januari 1935 i Potsdam, var en tysk diplomat och politiker.
Jagow blev 1906 föredragande råd i utrikesministeriet, 1907 tysk gesant i Luxemburg och 1909 ambassadör i Rom samt utsågs i januari 1913 att efterträda Alfred von Kiderlen-Wächter  som statssekreterare för utrikes ärenden. Jagow var till sin allmänna läggning rätt tillbakadragen och gjorde föga lycka som parlamentarisk talare. I likhet med rikskanslern Theobald von Bethmann Hollweg satte han som främsta uppgiften för tysk utrikespolitik att förbättra förhållandet till Storbritannien, och han hade förtjänstfull andel i de tysk-brittiska förhandlingar om de portugisiska kolonierna och Bagdadjärnvägen, vilka sommaren 1914 lett till samförstånd om detaljerade konventionsutkast. 
Jagow fogade sig under veckorna närmast före första världskrigets utbrott 1914 utan nämnvärda egna insatser i rikskanslerns ledning; först på aftonen 22 juli fick han sig delgiven texten till Österrike-Ungerns följande dag avlämnade ultimatum till Serbien, vilket han enligt egen uppgift fann "väl skarpt och skjutande över målet", men på detta sena stadium ej ansåg sig kunna påverka. Han avgick från utrikesministerposten i november 1916 och var sedan delegerad för den frivilliga sjukvården i Kurland. Han utgav memoarboken Ursachen und Ausbruch des Weltkriegs (1919; svensk översättning "Världskrigets orsaker och utbrott", samma år), i vilken han försvarar sin politik och ger en del intressanta upplysningar från juliveckorna 1914.